# Condado de Barbour (Alabama)
El condado de Barbour es un condado de Alabama, Estados Unidos. Tiene una superficie de 2343 km² y una población de 29 038 habitantes (según el censo de 2000). La sede de condado es Clayton.

## Historia
El Condado de Barbour se fundó el 18 de diciembre de 1832.

## Geografía
Según la Oficina del Censo de los Estados Unidos el condado tiene un área total de 2343 km², de los cuales 2292 km² son de tierra y 51 km² de agua (2,18%).

### Principales autopistas
- U.S. Highway 82
- U.S. Highway 431
- State Route 10
- State Route 30
- State Route 51

### Condados adyacentes
- Condado de Russell (Alabama) - noreste
- Condado de Quitman (Georgia) - este
- Condado de Stewart (Georgia) - este
- Condado de Clay (Georgia) - sureste
- Condado de Henry (Alabama) - sur
- Condado de Dale (Alabama) - sur
- Condado de Pike (Alabama) - oeste
- Condado de Bullock (Alabama) - noroeste

### Ciudades y pueblos
- Bakerhill
- Blue Springs
- Clayton
- Clio
- Eufaula
- Elamville
- Louisville

## Demografía
| Población histórica Año Población ±% 1900 35 152 — 1910 32 728 −6.9 % 1920 32 067 −2.0 % 1930 32 425 +1.1 % 1940 32 722 +0.9 % 1950 28 892 −11.7 % 1960 24 700 −14.5 % 1970 22 543 −8.7 % 1980 24 756 +9.8 % 1990 25 417 +2.7 % 2000 29 038 +14.2 % |           |         |
| Población histórica |           |         |
| Año | Población | ±%      |
| 1900 | 35 152    | —       |
| 1910 | 32 728    | −6.9 %  |
| 1920 | 32 067    | −2.0 %  |
| 1930 | 32 425    | +1.1 %  |
| 1940 | 32 722    | +0.9 %  |
| 1950 | 28 892    | −11.7 % |
| 1960 | 24 700    | −14.5 % |
| 1970 | 22 543    | −8.7 %  |
| 1980 | 24 756    | +9.8 %  |
| 1990 | 25 417    | +2.7 %  |
| 2000 | 29 038    | +14.2 % |